# Carteris oculatalis
Carteris oculatalis là một loài bướm đêm trong họ Noctuidae.